# 生浜村
生浜村（いくはまむら）は、かつて愛知県知多郡にあった村。

## 沿革
- 江戸時代 - 生路村と石浜村が成立。
- 1878年（明治11年） - 生路村と石浜村が合併して生浜村となる。
- 1882年（明治15年） - 生浜村が生路村と石浜村に分村。
- 1887年（明治20年） - 生路村と石浜村が合併して生浜村となる。
- 1889年（明治22年）10月1日 - 町村制施行に伴い、生浜村が分村して生路村と石浜村が発足。
- 1891年（明治24年）4月 - 生路村と石浜村が合併して生浜村が成立。
- 1892年（明治25年）5月31日 - 生路村と石浜村に分村して消滅。

## 大字
- 生路（いくじ）
- 石浜（いしはま）

村名はこれらの合成による。